# Hosea Rotich
Hosea Kiprop Rotich (2 augustus 1979) is een Keniaanse langeafstandsloper, die is gespecialiseerd in de marathon. Hij won in 2006 de marathon van Nairobi op 1600 meter hoogte.

## Loopbaan
Op 28 oktober 2007 liep Rotich in Frankfurt zijn tweede marathon ooit en verbeterde hierbij zijn persoonlijk record naar 2:08.11. Hij finishte als tweede op de marathon van Frankfurt achter de winnaar Wilfred Kigen en won hiermee 30 duizend euro. Kigen maakte in de laatste kilometer het verschil en won deze wedstrijd met 80 meter voorsprong en een tijd van 2:07.58. In april dat jaar werd hij dertiende op de Boston Marathon.

## Persoonlijk record
| Onderdeel | Prestatie | Datum        | Plaats |
| --------- | --------- | ------------ | ------ |
| marathon  | 2:07.24   | 6 april 2008 | Parijs |

## Palmares

### marathon
- 2006:  marathon van Nairobi - 2:10.18
- 2007: 13e Boston Marathon - 2:20.04
- 2007:  marathon van Frankfurt - 2:08.11
- 2008:  marathon van Parijs - 2:07.24
- 2008: 9e New York City Marathon - 2:15.25
- 2009: 4e marathon van Rome - 2:09.47